# Плачковица
Плачковица — горный хребет, расположенный в восточной части Северной Македония. Находится между городами Радовиш и Виница.
Самый высокий пик хребта — гора Лисец (1754 м). Длина главного хребта составляет 34 км. Долина реки Зрновска разделяет горы на две части: восточную и западную. Высочайшей вершиной западной части является Туртел (1689 м). Другие крупные вершины массива: Чупино Брдо (1725 м), Бел Камен (1707 м) и Кара Тепе (1625 м).
Лисец является популярным маршрутом восхождения у местных альпинистов, являясь одной из самых сложных вершин в масштабе в этой части Северной Македонии. Вершина горы зачастую покрыта снегом даже в июне. В районе пика расположены два горных домика: Вртешка со стороны Штипа и Джумая со стороны Радовиша.
В горах имеется несколько пещер, из которых 5 доступны для посещения. Самая крупная из них Большая пещера имеет длину 600 метров.
Хребет Плачковицы сложен в основном гранитом, кристаллическими сланцами, гнейсами и мрамором. Горы изрезаны многочисленными глубокими речными долинами. Реки на северных склонах более глубокие с большим количеством порогов и водопадов.
Климат в горах Плачковица умеренно континентальный, с некоторым влиянием средиземноморского климата. Среднегодовая температура составляет около 10-12 °C. Среднегодовое количество осадков колеблется от 500 мм в нижней части до 800 мм в более высоких частях.
Существуют планы строительства в горах Плачковица первой северомакедонской астрономической обсерватории. Она должна будет находиться под управлением университета города Штип.